# Moel Tŷ Uchaf
Moel Tŷ Uchaf est un cercle de pierres situé près de Llandrillo, au Pays de Galles.

## Situation
Il se trouve au sommet d'une colline surplombant la vallée de la Dee située à environ 2,5 km à l'est de Llandrillo.

## Description
Il s'agit d'un cercle d'environ 12 m de diamètre composé d'une quarantaine de pierres avec une ciste au centre.
À proximité se trouve le cercle de pierres de Tyfos (cy).